# Aller-Radweg
De Aller-Radweg (Allerfietsroute) is een langeafstandsfietsroute in Duitsland. De route volgt de rivier de Aller van de bron in Eggenstedt tot de monding in de Wezer bij Verden. De route is bewegwijzerd in twee richtingen. Via de Aller-Elbe-Radweg in Seggerde kan worden aangesloten op de Elberadweg.

## Traject
De route start bij de bron van de Aller nabij Eggenstedt. In Helmstedt kruist de route de EuroVelo EV13 IJzerengordijnpad. Iets verderop in Seggerde is er de aansluiting op de Aller-Elbe-Radweg welke een verbinding vormt tussen Aller en Elbe in de buurt van Magdeburg. Aan de Elbe kan dan de Elberadweg worden opgepakt.
In Gifhorn kruist de route de Weser-Harz-Heide-Radweg. De route volgt verder het relatief vlakke land langs de loop van de Aller richting de monding in de Wezer. In eindpunt Verden kan de Wezerradweg worden gevolgd. Deze voert onder andere naar Bremen waar weer aansluitingen zijn op andere langeafstandsroutes en op de EuroVelo EV3 Pelgrimsroute.

## Aansluitingen met Europese routes
- In Helmstedt kan worden aangesloten op de EuroVelo EV13 IJzerengordijnpad.
- In Verden kan via de Wezerradweg naar Bremen worden gefietst waar kan worden aangesloten op de EuroVelo EV3 Pelgrimsroute.

## Aansluitingen met andere routes
- In Seggerde kan worden aangesloten op de Aller-Elbe-Radweg.
- In Gifhorn kan worden aangesloten op de Weser-Harz-Heide-Radweg.
- In Verden kan worden aangesloten op de Wezerradweg.
- Door de Wezerradweg te volgen naar Bremen kan in Bremen worden aangesloten op de Brückenradweg en op de Radfernweg Hamburg-Bremen.
- Op elk willekeurig punt kan gebruik worden gemaakt van het fietsroutenetwerk ter plaatse.